# 国家地方警察山梨県本部
国家地方警察山梨県本部（こっかちほうけいさつやまなしけんほんぶ）は、旧警察法時代に存在した山梨県の都道府県国家地方警察で、自治体警察を設けない地域を管轄区域とする。また国家地方警察東京警察管区本部の行政管理を受ける。
1954年（昭和29年）の新警察法の公布により廃止され、新たに都道府県警察として山梨県警察本部が発足した。

## 組織
1948年（昭和23年）時点
- 総務部
  - 秘書調査課、会計課
- 警務部 　 
  - 人事装備課、教養課
- 刑事部 　 
  - 捜査課、鑑識課、防犯統計課
- 警備部 　 
  - 警備課、交通課、通信課

## 地区警察署
1948年（昭和23年）時点
- 竜王地区警察署
- 小笠原地区警察署
- 韮崎地区警察署
- 長坂地区警察署
- 鰍沢地区警察署
- 南部地区警察署
- 市川地区警察署
- 石和地区警察署
- 日下部地区警察署
- 谷村地区警察署
- 吉田地区警察署
- 大月地区警察署
- 上野原地区警察署

## 支所
1948年（昭和23年）時点
- 甲府支所

## 県内の自治体警察
- 甲府市警察
- 富士吉田市警察